# 汉弗莱·古尔德
汉弗莱·古尔德（英語：Humphrey Gould，1927年8月30日—2000年9月19日），新西兰男子赛艇运动员。他曾代表新西兰参加1950年大英帝国运动会赛艇比赛，获得男子双人单桨无舵手银牌。

## 家庭
哥哥戴维·古尔德。